# Cesta, Trebnje
Cesta je naselje v občini Trebnje.
Cesta je gručasto naselje na nizki vzpetini in na ravnini med železnico Ljubljana – Novo mesto in cesto Radohova vas – Veliki Gaber. Pokrajina proti Malemu Gabru prehaja v dolino Topole, v bližini vaške štirne pa je bila v preteklosti luža, kjer so napajali živino. Ime kraja spominja na rimsko cesto, ki je tod peljala iz Emone v Praetorium Latobicorum (Trebnje).